# Phidippus pulcherrimus
Phidippus pulcherrimus is een spinnensoort in de taxonomische indeling van de springspinnen (Salticidae).
Het dier behoort tot het geslacht Phidippus. De wetenschappelijke naam van de soort werd voor het eerst geldig gepubliceerd in 1885 door Eugen von Keyserling.